# Tadeusz Biliński (polityk)
Tadeusz Czesław Biliński (ur. 4 grudnia 1932 w Trzemesznie) – polski polityk, inżynier i nauczyciel akademicki, profesor nauk technicznych, poseł na Sejm PRL i Sejm RP IX, X, I, II i III kadencji (1985–2001).

## Życiorys
W 1950 ukończył szkołę średnią, początkowo pracował jako robotnik w oddziale drogowym PKP. W 1956 ukończył studia na Wydziale Budownictwa Politechniki Poznańskiej. W 1965 uzyskał stopień doktora na macierzystej uczelni. Habilitował się w 1972 na Politechnice Wrocławskiej. W 1978 został profesorem w zakresie nauk technicznych.
Pracował na Politechnice Poznańskiej, gdzie był prodziekanem ds. studiów dla pracujących. W drugiej połowie lat 70. objął funkcję rektora Wyższej Szkoły Inżynierskiej w Zielonej Górze, w połowie lat 80. był prorektorem tej uczelni. Zajmował też stanowisko dyrektora Instytutu Budownictwa na przekształconej z WSI Politechnice Zielonogórskiej (kierował później tym instytutem na Uniwersytecie Zielonogórskim). Był członkiem Komitetu Inżynierii Lądowej i Wodnej Polskiej Akademii Nauk.
W latach 1985–2001 sprawował mandat funkcję posła IX i X kadencji z ramienia Polskiej Zjednoczonej Partii Robotniczej oraz I, II i III kadencji z listy Sojuszu Lewicy Demokratycznej. W 2001 wycofał się z bieżącej polityki, pozostając działaczem SLD (w 2005 został wybrany do rady programowej tej partii).

## Wyniki wyborcze do Sejmu
| Wybory | Komitet wyborczy | Komitet wyborczy                        | Organ                | Okręg  | Wynik  |
| ------ | ---------------- | --------------------------------------- | -------------------- | ------ | ------ |
| 1985   |                  | Patriotyczny Ruch Odrodzenia Narodowego | Sejm PRL IX kadencji | nr 74  | [ 2 ]  |
| 1989   |                  | Polska Zjednoczona Partia Robotnicza    | Sejm PRL X kadencji  | nr 107 | 33 770 |
| 1991   |                  | Sojusz Lewicy Demokratycznej            | Sejm I kadencji      | nr 14  | 14 963 |
| 1993   |                  | Sojusz Lewicy Demokratycznej            | Sejm II kadencji     | nr 52  | 25 045 |
| 1997   |                  | Sojusz Lewicy Demokratycznej            | Sejm III kadencji    | nr 52  | 18 055 |

## Publikacje
- Budownictwo mieszkaniowe w świetle prac i dokumentów sejmowych, 1988
- Budownictwo prefabrykowane: kształtowanie elementów i konstrukcji prefabrykowanych (współautor), 1984
- Budownictwo systemowe: kierunki przeobrażeń techniczno-technologicznych (współautor), 1988
- Konstrukcje zespolone (red. nauk.), 2005
- Nowe prawo budowlane: samowola budowlana (współautor), 1999
- Prawo budowlane wraz z komentarzem i omówieniem ustawy z dnia 7 lipca 1994 r. (współautor), 1994
- Równoważne przekroje zastępcze prętów złożonych, 1981
- Studium przybliżonego wyznaczania stanu naprężenia w przekrojach zespolonych żelbetowo-sprężynowych, 1975
- Systemy prefabrykowanego budownictwa ogólnego (współautor), 1975
- Systemy uprzemysłowionego budownictwa ogólnego (współautor), 1978

## Odznaczenia i wyróżnienia
- Krzyż Komandorski z Gwiazdą Orderu Odrodzenia Polski (2002)[6]
- Krzyż Oficerski Orderu Odrodzenia Polski (1989)[1]
- Krzyż Kawalerski Orderu Odrodzenia Polski (1978)[1]
- Złoty Krzyż Zasługi[1]
- Srebrny Krzyż Zasługi[1]
- Medal Komisji Edukacji Narodowej[1]
- Tytuł honorowego obywatela miasta Zielonej Góry (2017)[1]